# Miguel Íscar
Miguel Íscar Juárez (Matapozuelos, Valladolid, 8 de mayo de 1828-Madrid, 8 de noviembre de 1880) fue alcalde de Valladolid entre 1877 y 1880.

## Biografía
Estudió en la escuela rural de su localidad natal, Matapozuelos, y con diecisiete años se trasladó a Valladolid junto a su familia. A partir de entonces comenzó a trabajar en diferentes empleos que le permitieron ganarse la confianza de los vallisoletanos. Por ello fue nombrado alcalde de la ciudad el 16 de marzo de 1877, cargo que ocupó hasta su repentina muerte en Madrid a causa de un derrame cerebral.
Durante su mandato como alcalde de Valladolid se llevó a cabo la eliminación de los ramales del río Esgueva y su canalización a lo largo de un caudal único. Impulsó la construcción de tres mercados municipales: el de Portugalete, el del Campillo (en la hoy llamada plaza de España, entonces plaza del Campillo) y el mercado del Val, este último aún permanece en pie. También propuso la construcción de la nueva casa consistorial en la plaza Mayor, la finalización del matadero municipal, el arreglo de varias plazas, y las gestiones para la construcción de una nueva sede para la Facultad de Medicina y el Hospital Provincial de Valladolid. Asimismo fue el impulsor del parque del Campo Grande como jardín romántico, tal como hoy se concibe.
En su recuerdo la ciudad de Valladolid tiene una calle que lleva su nombre, la calle de Miguel Íscar y en el parque del Campo Grande un busto y la fuente de la Fama, levantada en su honor.
| Predecesor: José Gardoqui Fernández | Alcalde de Valladolid 1877-1880 | Sucesor: Ramón Pardo Urquiza |